# Spieglein an der Wand
Spieglein an der Wand (Originaltitel: Miroir mon amour) ist ein französisches Filmdrama der Regisseurin Siegrid Alnoy aus dem Jahr 2012. Die Handlung thematisiert das Märchen Schneewittchen der Brüder Grimm und umfasst nur wenige Darsteller. Neben Schneewittchen und dem Prinzen tauchen lediglich ihre Eltern (Königin und König) und seine Eltern (Königin Aurore und König Jacob) auf. Nebendarsteller sind der Jäger und der Gärtner. Die Kulissen spiegeln ein königliches Ambiente mit Schlössern und weiträumigen Ländereien wider. Der Film spielt mit erotischen Fantasien, ohne diese jedoch detailliert oder vulgär zu inszenieren.

## Handlung
Der Prinz liebt Schneewittchen. Sie schildert ihm den Hass ihrer (leiblichen) Mutter und deren Eifersucht auf Schneewittchens Schönheit. Obwohl Schneewittchen Ausreden für ein Treffen vorbringt, reisen die beiden Protagonisten gemeinsam mit den Eltern des Prinzen, Königin Aurore und König Jacob, zu Schneewittchens Eltern. Das Wiedersehen mit ihrem Vater ist herzlich – ihrer Mutter begegnet sie dagegen einseitig kühl. Schneewittchen zeigt sich kränklich und lehnt eine körperliche Beziehung zum Prinzen ab. Die Königin, Schneewittchens Mutter, verhält sich gegenteilig. Sie unterhält eine sexuelle Beziehung zu dem Jäger. Mit König Jacob verbindet sie eine Beziehung, die im Unklaren bleibt.
Mit zunehmender Dauer der Handlung offenbart sich der Widerspruch zwischen Schneewittchens Vorwürfen gegenüber ihrer Mutter und deren in Wirklichkeit mütterlichen Verhalten. Entgegen dem klassischen Motiv wird stattdessen die Eifersucht Schneewittchens auf ihre Mutter inszeniert. Sie versucht, den Jäger im Wald zu verführen, was dieser verweigert. Anschließend flieht Schneewittchen zu 7 Waldarbeitern. Sie bemüht sich, die Männer zu bezirzen und letztlich ist es sie, welche die Worte spricht: Spieglein, Spieglein an der Wand. Wer ist die Schönste im ganzen Land? Der Prinz bringt sie zurück in das elterliche Anwesen. 
Am Ende des Filmes erwidert Schneewittchen die Zuneigung des Prinzen.
Das vielfältige Beziehungsgeflecht wird oft nur angerissen oder angedeutet. Seine Interpretation obliegt dem Auge des Betrachters.

## Szenische Details
- Zu Beginn des Filmes wird das Märchenthema inszeniert. Der Jäger führt das Kind Schneewittchen in den Wald, verschont es und tötet stattdessen ein Tier. Es folgt ein zeitlicher Sprung und der Prinz trägt das nunmehr erwachsene Schneewittchen aus dem Wald. Der gängige Handlungsstrang des Märchens (Aufnahme bei Zwergen etc.) wird nicht weiter thematisiert.
- Auf der Fahrt zu Schneewittchens Eltern passieren sie im Wald eine Gruppe Männer in bunter Kleidung – eine Anspielung auf die Zwerge des klassischen Märchens. Diese Begegnung wird nicht kommentiert.
- Eltern und Kinder siezen sich.
- Als die Königin vor einem großen Spiegel steht, zerbricht dieser. Eine Deutung dieser Einblendung findet nicht statt.
- Die Szenen mit Schneewittchen und dem Gärtner werden inhaltlich nicht näher erläutert.

## Kritik
TV Spielfilm kommentiert „Die böse Königin als Sadomaso-Fan, Schneewittchen als verzogene, ödipale Zicke - Regisseurin Siegrid Alnoy… verfremdet Grimms Märchen zum düsteren, bildverliebten Erotiktheater für Erwachsene…“.
Nach Meinung der Berliner Zeitung „ist die junge Prinzessin gar nicht so unschuldig und leidgeprüft, wie man immer denken mag. Vielmehr will Schneewittchen…endlich erwachsen sein und ihr Konflikt mit der Mutter erweist sich als Folge eben dieses Wunsches.“.